# 第3歩兵師団 (中国人民解放軍)
第3歩兵師団（だい3ほへいしだん、中国語: 步兵第3师）は、中国人民解放軍の師団。

## 歴史
- 1947年12月 – 晋綏軍区の独立第7旅編成
- 1948年3月 – 臨汾戦闘に参加
- 1948年6月 – 晋中戦闘に参加
- 1948年10月5日 – 太原戦闘に参加
- 1949年2月 – 第1野戦軍第1軍第3師団に改称。
- 1949年7月10日 – 扶風、眉県戦闘に参加
- 1952年6月 – 第1師団と統合。再編過程で師団司令部を青海軍区指導機関、7団は第1師団砲兵団、8団は第1師団戦車団、9団司令部を空軍に移管、部隊を第1師団各団に編入した。

## 歴代師団長/司令員

### 師団長
傅伝作少将、空軍政治委員。

### 政治委員
曹光琳少将、漢口高級歩校政治委員。

### 副師団長
李書茂少将、3師団副師団長、蘭州軍区副司令員。